# Selkäsaari (ö i Viitasaari, Saikaansalmi)
Selkäsaari är en ö i norra delen av sjön Keitele i Finland. Den ligger i sjön Keitele och i kommunen Viitasaari i den ekonomiska regionen  Saarijärvi-Viitasaari och landskapet Mellersta Finland, i den centrala delen av landet, 300 km norr om huvudstaden Helsingfors. Öns area är 2,4 hektar och dess största längd är 260 meter i nord-sydlig riktning.